# Combat dans la vallée de Bastan
Batailles
Le combat dans la vallée de Bastan également appelée combat de Bastan oppose les Français commandés par le général Moncey aux Espagnols. La confrontation a lieu dans la vallée de Bastan le 24 juillet 1794.

## Préambule
Après la victoire françaises aux Aldudes le 3 juin 1794, et fort du contrôle des cols de Berdaritz, d'Ispéguy, de Maya, d'Harriet et d'Arquinzu, le général Jacques Léonard Muller décide d'entrer en Espagne par la vallée de Bastan, longue d'une quinzaine de kilomètres et bordée par de hautes montagnes.

## La bataille
La division du général Moncey fut répartie en 4 colonnes qui débouchèrent le 24 juillet 1794 (6 thermidor an II) des cols de Berdaritz, d'Ispéguy, de Maya et d'Harriet.
La colonne du col d'Ispéguy, étant parvenue à transporter des pièces d'artillerie, commença l'attaque. Après quelques coups de canons, les Espagnols abandonnèrent les positions. Deux autres postes furent rapidement enlevés mais à l'attaque à l'entrée de la vallée de Bastan, à partir du col d'Ispéguy, les Français furent repoussés. Une nouvelle attaque française permit de faire décrocher les Espagnols jusque Elizondo et après un dur combat de se rendre maître de toute la vallée.

## Bilan
Après avoir pris 4 canons, 2 000 fusils et fait 200 prisonniers, la route de l'Espagne était désormais ouverte à l'armée française.